# نيلي كارلا ألبرتو
نيلي كارلا ألبرتو (بالإسبانية: Nely Carla Alberto) مواليد 2 يوليو 1983 في سان سيباستيان، هي لاعبة كرة يد إسبانية تلعب كظهير أيسر. مثلت منتخب إسبانيا لكرة اليد للسيدات. شاركت في دورة الألعاب الأولمبية الصيفية سنة 2012.

## سجل المنافسة
شاركت في البطولات التالية:
- الألعاب الأولمبية الصيفية 2012
- الألعاب الأولمبية الصيفية 2016
- بطولة العالم لكرة اليد للسيدات 2011
- بطولة العالم لكرة اليد للسيدات 2015

## الميداليات
| الميدالية | المسابقة                            |
| --------- | ----------------------------------- |
| برونزية   | الألعاب الأولمبية الصيفية 2012      |
| برونزية   | بطولة العالم لكرة اليد للسيدات 2011 |

## روابط خارجية
- نيلي كارلا ألبرتو على موقع الاتحاد الأوروبي لكرة اليد (الإنجليزية)
- نيلي كارلا ألبرتو على موقع أوليمبيديا (الإنجليزية)